# Palacio Nacional de Costa Rica
El Palacio Nacional de Costa Rica (1853-1958) fue una antigua edificación ubicada en San José, Costa Rica. Fue construido entre 1853 y 1855 por encargo del Presidente Juan Rafael Mora Porras, destinado a ser la sede de los tres Poderes de la recién nacida República. La obra fue encargada al ingeniero y arquitecto alemán Franz Kurtze. Estaba ubicado en la esquina sureste de la que fue originalmente la plaza de la Villa Nueva de San José de la Boca del Monte, en lo que hoy es la intersección entre la Avenida Central y la Calle Segunda, en pleno corazón de esta ciudad centroamericana. Históricamente se le considera una importante obra arquitectónica y cívica, de estilo neoclásico, que durante 102 años fue el centro gravitacional cívico y político de la capital costarricense, símbolo de lo republicano, liberal y ciudadano que marcó una época de la historia nacional. En 1958, durante la primera administración de José Figueres Ferrer, fue demolido y en su lugar se levanta la sede del Banco Central de Costa Rica.

## Historia

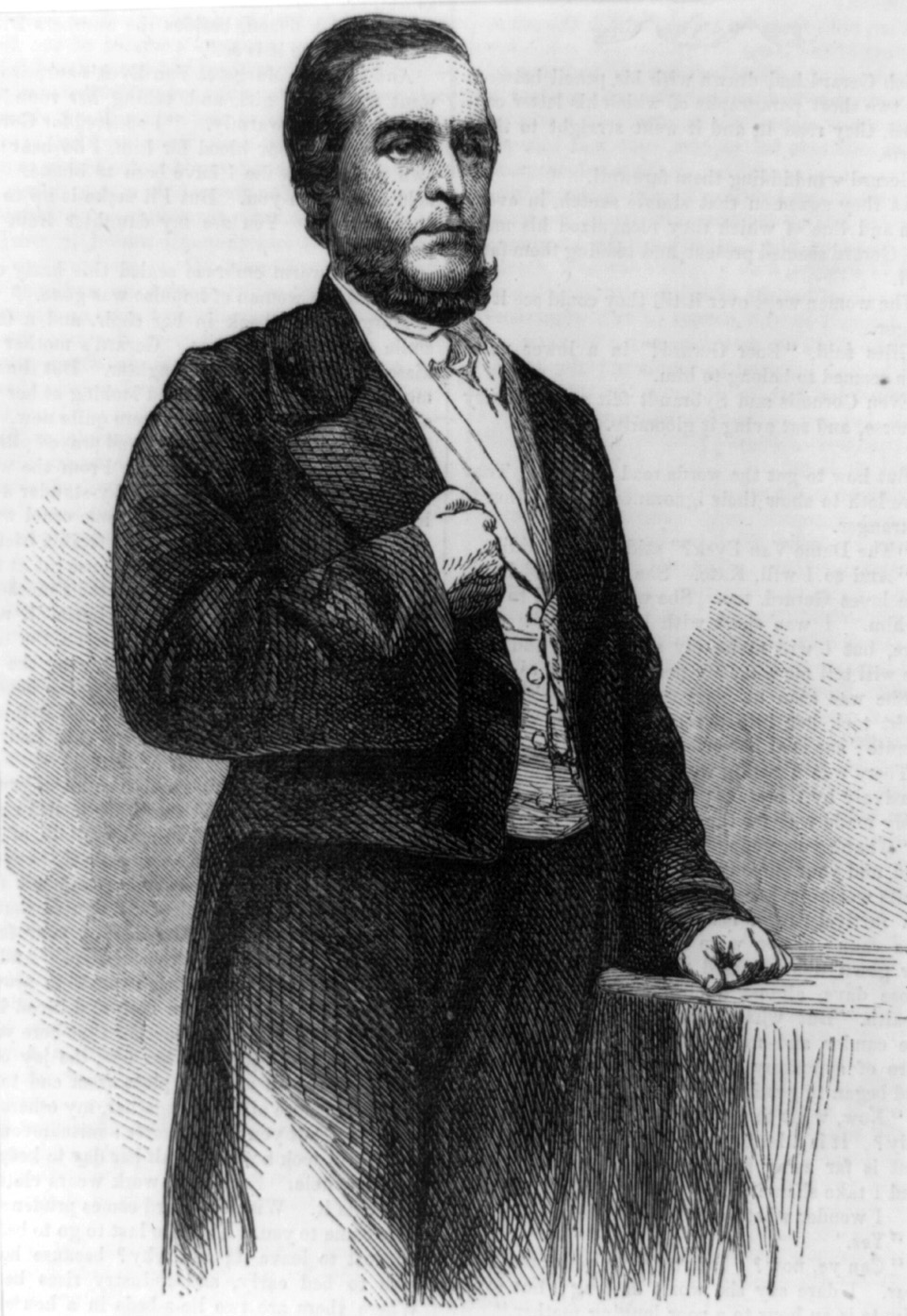
Juan Rafael Mora Porras (1859).

En 1850, con el ascenso de Juan Rafael Mora Porras al poder y la consolidación de una burguesía cafetalera, Costa Rica entró en un periodo de auge económico y social. El poder central se fortaleció y se suprimieron los localismos, la sociedad costarricense se volvió más compleja y diversa, y la economía del café se convirtió en el motor del progreso nacional. San José, la capital de la joven República, comenzó a cambiar su fisonomía de aldea para transformarse paulatinamente en una urbe. Contando con la asesoría y capacidad técnica de algunos ciudadanos europeos en su círculo cercano, el presidente Mora impulsó la construcción de varias edificaciones que reflejasen ese espíritu de crecimiento y adelanto.
En 1854, Mora nombró al ingeniero y arquitecto alemán Franz Kurtze como el primer director general de Obras Públicas. De la mano de Kurtze, surgieron varias obras arquitectónicas de gran relevancia para el país: el Seminario Tridentino, la Fábrica Nacional de Licores, el edificio original del Hospital San Juan de Dios y el Sagrario de la Catedral, siendo la más importante la construcción del Palacio Nacional, cuyo propósito era albergar a los tres poderes de la República.
La construcción del Palacio inició en 1853, en el mismo terreno donde estuviese ubicada la antigua Factoría de Tabacos de San José. Este sitio tenía relevancia dado que allí mismo se ubicaban el primer templo de la Iglesia de La Merced, la Casa de Gobierno, el Congreso, la Corte de Justicia y otros edificios públicos. La obra inició bajo la guía del ingeniero Ludwig von Charmier, quien luego cedió la dirección a Kurtze luego de que un informe de este y del ingeniero Mariano Montealegre objetaran aspectos técnicos, sísmicos y económicos en el trabajo de Charmier. Luego de rescindir el contrato con Charmier, Kurtze se hizo cargo de la obra.
La inauguración del edificio se hizo el 24 de junio de 1855. A propósito de su inauguración, el director general de Bandas, Manuel María Gutiérrez Flores (autor de la música del Himno Nacional de Costa Rica) regaló al presidente un vals titulado "El Palacio".

## Arquitectura

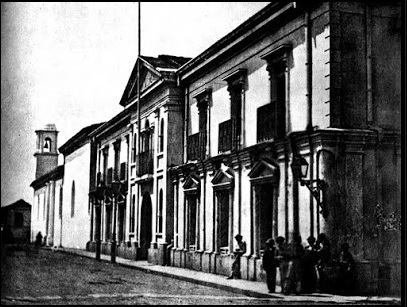
Palacio Nacional (1870).

La arquitectura del Palacio Nacional era de franco estilo neoclásico: planta rectangular y patio central, proporciones renacentistas, anglo-palladianas e italianizantes, de corte romántico y variado, y fachadas y ornamentos alegóricas a la cultura grecorromana, en clara concordancia con el estilo arquitectónico de las naciones europeas y americanas tras la Revolución Francesa. Este estilo arquitectónico fue utilizado por los poderes emergentes para compensar la fragilidad de sus regímenes frente a una ausencia de pasado y de historia de las nuevas naciones independientes, apoyándose para ello en el carácter definitivo y eterno que provee el neoclasicismo.
En contraposición a la herencia constructiva proveniente del periodo colonial, para la construcción del Palacio Nacional, Franz Kurtze utilizó una innovadora combinación de sillería de piedra y elementos estructurales en hierro colado, que en ese momento era la técnica más avanzada en el campo de la ingeniería estructural. La mayoría de los materiales fueron importados de Inglaterra: planchas acanaladas, clavos y tornillos galvanizados, balcones forjados y columnas coladas. Los vidrios y cristales fueron traídos de Bélgica.
La descripción del edificio que persiste hasta la actualidad es la del viajero y escritor irlandés Thomas Francis Meagher, quien visitó San José en 1859:

“Entrando por la ancha puerta de arco del palacio […], se llega a un espacioso vestíbulo; algunos pasos más allá hay un patio cuadrangular con piso de ladrillos colorados. Una galería de diez pies de ancho, que descansa sobre una serie de columnas y arcos, con una bonita balaustrada de hierro bronceado, corre […] por tres lados sobre el piso de ladrillos.

”La pared que está enfrente del vestíbulo es lisa. El techo del edificio sale […] de las paredes que encierran el patio, y a su vez descansa sobre otra serie de columnas y arcos, del todo semejantes a los que soportan la galería. De tal modo, hay dos hileras de arcadas pintorescas sobre el patio. Paredes, columnas, arcos: todo está pintado de blanco.
”Por fuera, el edificio imita el granito azul, y, aunque delineado por un alemán, presenta un alegre aspecto italiano que armoniza con el cielo sereno y brillante que sirve de dosel al valle de San José. En todo el conjunto domina un tono de sencillez y de modestia digna”.

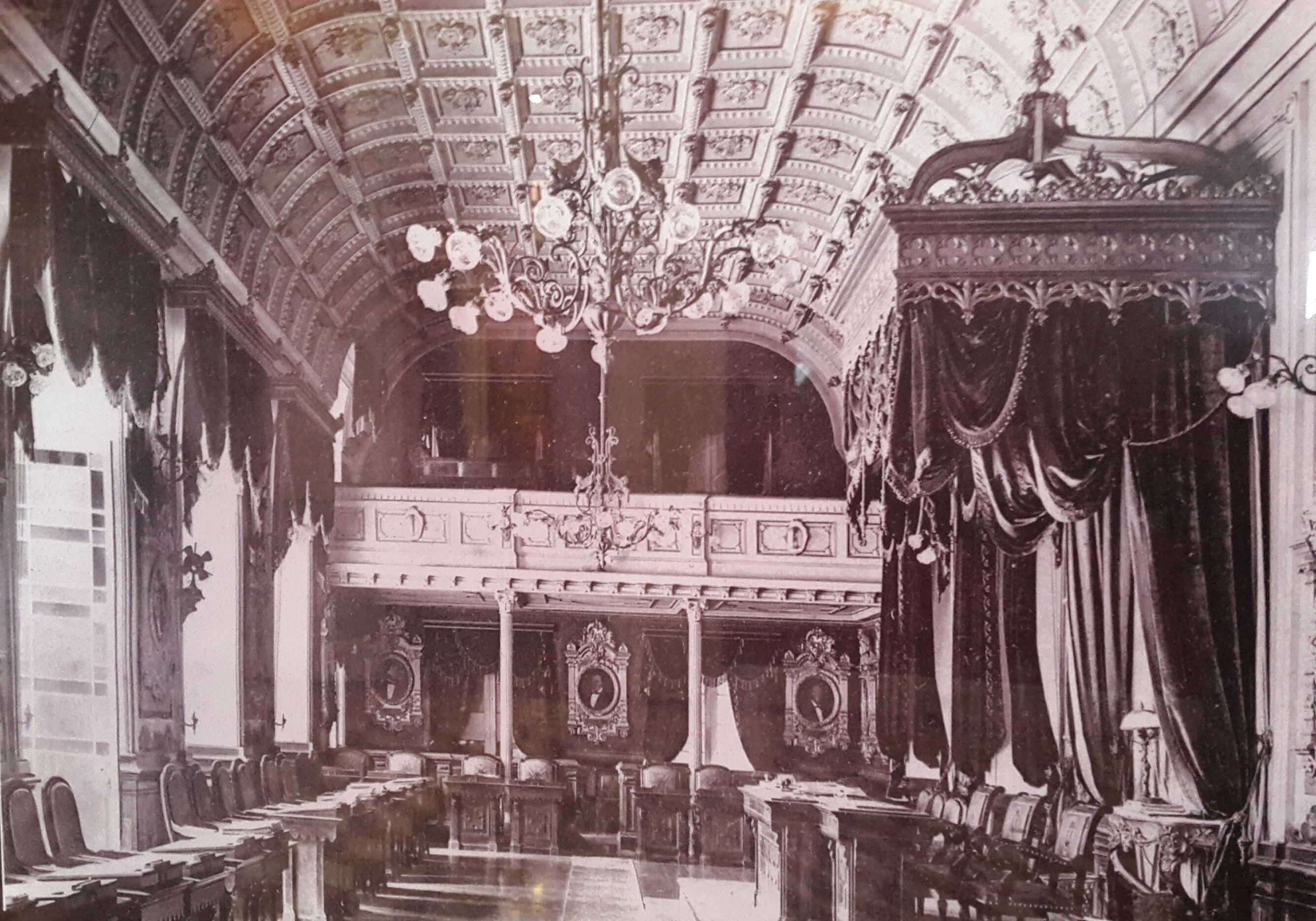
Interior del Palacio Nacional (1922).

Sobre la sala del Congreso, Meagher agrega:

“Es soberbia y de imponentes proporciones […]. Las paredes son blancas como la leche. Ligeramente cóncavo, el techo está dividido en artesones por gruesas molduras doradas. Estos artesones son hondos y tienen adornos dorados de afiligranada labor.
”En las grandes ventanas, de una altura de diez y seis pies, que dan al patio, hay cortinajes de damasco de seda carmesí, y, entre estos, valiosos espejos con festones de seda azules, rojos y blancos, colores de la República.
”El sillón del presidente está sólidamente dorado y tiene cojines de terciopelo carmesí. Encima hay un dosel de raso, también carmesí, y un poco más arriba aparece el escudo de armas de Costa Rica bordado con hilo de oro y plata en terciopelo color púrpura”.

Por 102 años, el Palacio Nacional fue la sede principal del Congreso de la República y las oficinas del Poder Ejecutivo, hasta que fue demolido el 11 de enero de 1958 por orden del presidente José Figueres Ferrer, aparentemente sin mediar motivo alguno.